# Stazione di Ronchi dei Legionari Sud
La stazione di Ronchi dei Legionari Sud è una stazione sita a Ronchi dei Legionari sulla linea ferroviaria Venezia-Trieste.

## Storia
Il suo primo treno fermò alla stazione il 1 ottobre 1860.
Nel 1923 la stazione risultava denominata Ronchi-Staranzano.
Dalla stazione fu sospeso il servizio viaggiatori dal 2003.

## Strutture e impianti
La stazione dispone di 3 binari passanti e di un modesto scalo, attualmente inutilizzato. Poco oltre la stazione origina la bretella diretta a Ronchi dei Legionari Nord sulla linea Udine-Trieste.
La stazione è gestita in telecomando dal DCO di Monfalcone.

## Movimento
La stazione non effettua servizio viaggiatori.